# Erik Adolf Adde
Erik Adolf Adde, född 19 juli 1853 i Heds socken, Västmanlands län, död 28 augusti 1892 i Buenos Aires, var en svensk sjökapten som var verksam i Argentina.

## Biografi
Erik Adolf Adde anlände till Buenos Aires år 1884 och medförde exportvaror av järn och trä, maskiner, verktyg, tändstickor, konserver, papp och metaller . Han lanserade Gustaf de Lavals separator .

## Familj
Erik Adolf Adde var son till Per Adolf Adde och Ulrika Augusta Esséen. Han gifte sig med Gerda Mörtstedt (född 1864), med vilken han fick dottern Gerda 1892.